# Amstrad

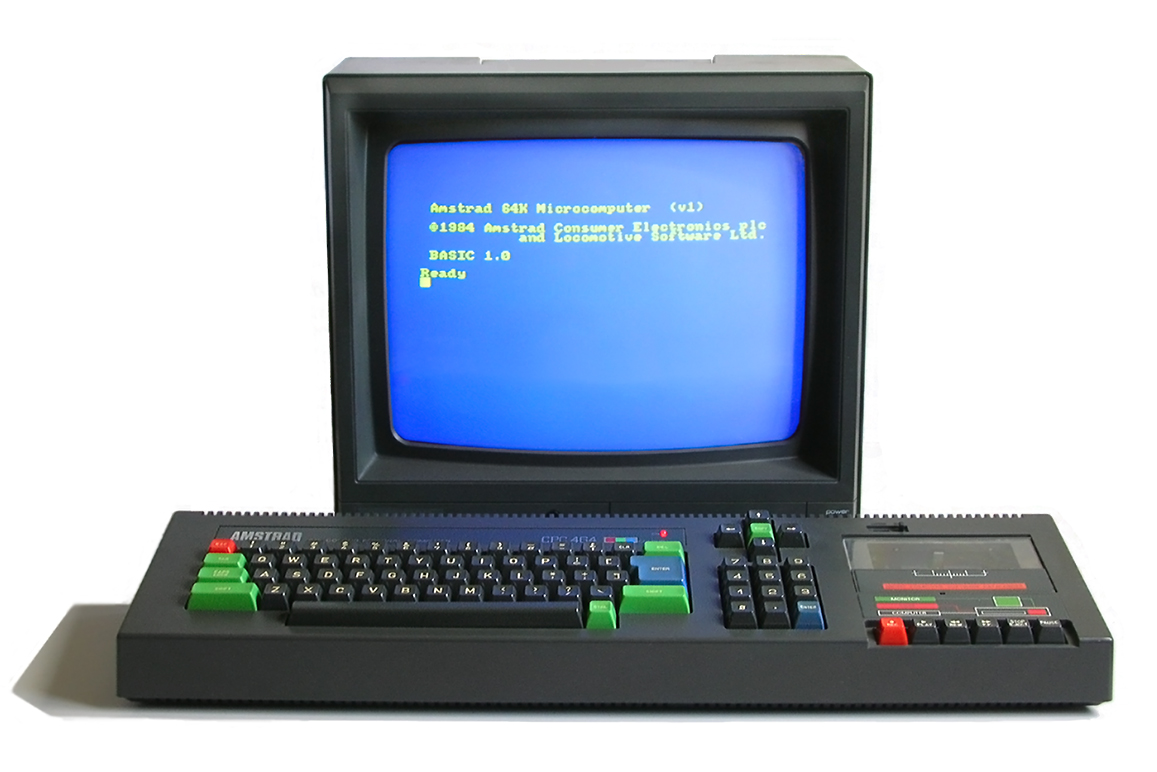
Komputer Amstrad CPC464

Amstrad – brytyjskie przedsiębiorstwo elektroniczne. Siedziba przedsiębiorstwa, założonego w 1968 roku przez Alana Sugara, mieści się w Brentwood w hrabstwie Essex. Nazwa Amstrad jest skrótem od Alan Michael Sugar Trading.
Przedsiębiorstwo zasłynęło w latach 80. XX w. z produkcji komputerów domowych z serii Amstrad CPC (Color Personal Computer), budowanych w oparciu o architekturę mikroprocesora Zilog Z-80. Innym, ciekawym rozwiązaniem technicznym były oparte na tym samym procesorze komputery Amstrad PCW, których przeznaczeniem była głównie edycja tekstów. W Polsce komputery tej marki sprzedawała Polanglia Ltd od jesieni 1985 roku.
W 1986 firma Amstrad wykupiła od Sinclair Research markę ZX Spectrum i wyprodukowała komputery: ZX Spectrum+2 (w 1986) oraz ZX Spectrum+3 (w 1987), w których wykorzystano niektóre z doświadczeń i opracowań sprawdzonych i zaprojektowanych dla CPC.

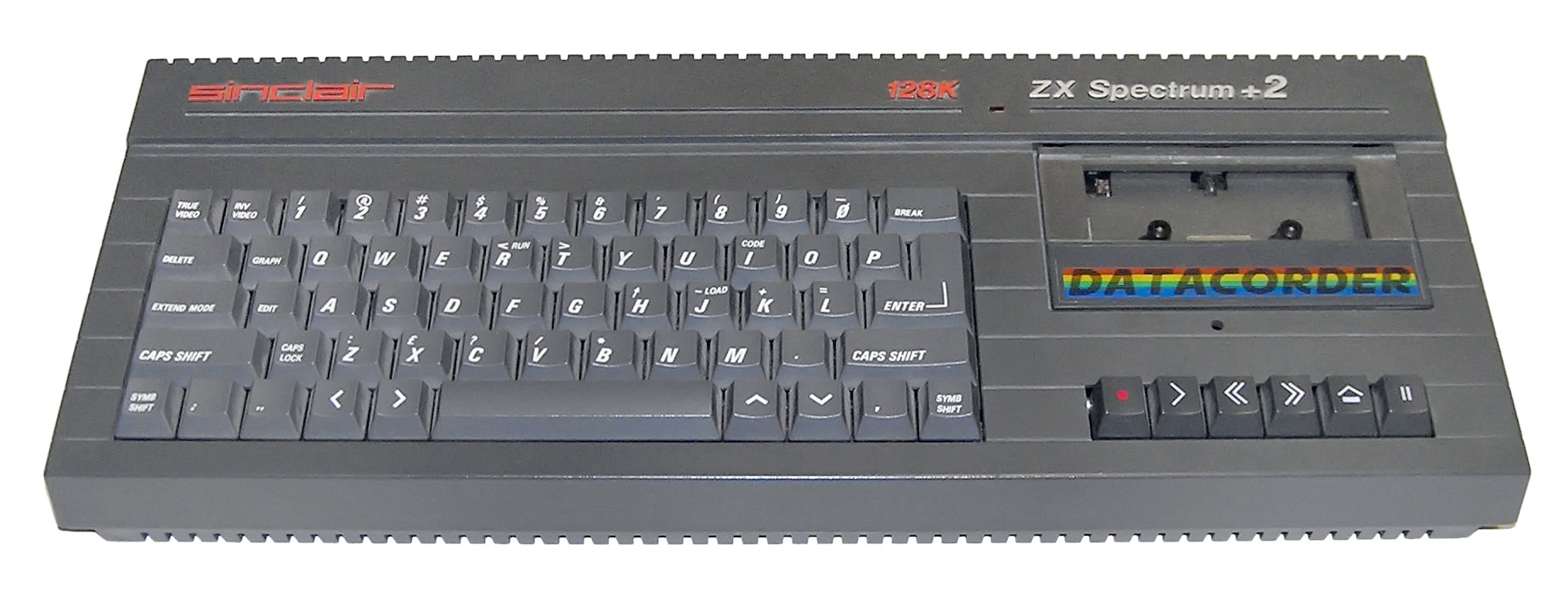
Komputer ZX Spectrum+2

W późniejszym okresie, kiedy rynek komputerów domowych został opanowany przez komputery osobiste (sprzęt oparty na architekturze IBM PC, np. Amstrad PC 1512), przedsiębiorstwo Amstrad zajęło się konsolami do gier oraz rynkiem audio-video, TV Sat i innymi urządzeniami elektroniki domowej. Obecnie linia produktów obejmuje dekodery telewizji satelitarnej i wideofony wielofunkcyjne (dostęp do internetu, wysyłanie i odbiór e-maili, SMS-ów, MMS-ów, wysyłanie faksów).
31 lipca 2007 podano, że Amstrad został wykupiony przez BSkyB.